# بين هالوران
بينجامين هالوران (بالإنجليزية: Benjamin Halloran)‏ (ولد في 14 يونيو 1992 في كيرنز) لاعب كرة قدم دولي أسترالي يلعب حاليا لصالح نادي فورتونا دوسلدورف في مركز الجناح منذ 2013.

## روابط خارجية
- بين هالوران على موقع الاتحاد الدولي (مؤرشف)  (الإنجليزية)
- بين هالوران على موقع رابطة كرة القدم اليابانية للمحترفين (اليابانية)
- بين هالوران على موقع دوري كوريا الجنوبية (الإنجليزية)
- بين هالوران على موقع قاعدة بيانات كرة القدم.إي يو (الإنجليزية)
- بين هالوران على موقع بيانات كرة القدم. دي إي (الألمانية)
- بين هالوران على موقع ناشيونال فوتبول تيمز (الإنجليزية)
- بين هالوران على موقع Soccerway.com (الإنجليزية)
- بين هالوران على موقع عالم كرة القدم.نت (الإنجليزية)